# Ambasciatori bavaresi a Venezia
L'ambasciatore bavarese a Venezia era il primo rappresentante diplomatico della Baviera a Venezia.
Le relazioni diplomatiche iniziarono ufficialmente nel 1730 e si conclusero nel 1797 con la caduta della Repubblica di Venezia.

## Elettorato di Baviera
- 1730–1759: Johann Maria Trevano
- 1759–1797: Gabriel Cornet

1797: Chiusura dell'ambasciata